# Победино (Крым)
Побе́дино (до 1948 года Алгазы́-Конра́т; укр. Побєдине, крымскотат. Alğazı Qoñrat, Алгъазы Къонърат) — село в Красногвардейском районе Республики Крым, входит в состав Калининского сельского поселения (согласно административно-территориальному делению Украины — Калининского сельского совета Автономной Республики Крым).

## Население
| 2001 | 2014 |
| ---- | ---- |
| 248  | ↘233 |

Всеукраинская перепись 2001 года показала следующее распределение по носителям языка
| Язык             | Процент |
| ---------------- | ------- |
| русский          | 53.23   |
| украинский       | 27.82   |
| крымскотатарский | 12.9    |
| белорусский      | 5.65    |

### Динамика численности
| - 1805 год — 93 чел. - 1864 год — 14 чел. - 1889 год — 75 чел. - 1900 год — 21 чел. - 1915 год — 26/17 чел. - 1926 год — 77 чел. | - 1939 год — 153 чел. - 1989 год — 214 чел. - 2001 год — 248 чел. - 2009 год — 228 чел. - 2014 год — 233 чел. |

## Современное состояние
На 2017 год в Победино числится 4 улицы; на 2009 год, по данным сельсовета, село занимало площадь 17,9 гектара на которой, в 78 дворах, проживало 228 человек. В селе действуют сельский клуб, фельдшерско-акушерский пункт. Село связано автобусным сообщением с райцентром и соседними населёнными пунктами.

## География
Победино — село на севере района, в степном Крыму, у границы с Джанкойским районом, высота центра села над уровнем моря — 35 м. Соседние сёла: Вишняковка в 2,2 км на восток, Калинино в 2,5 км на юго-восток и Заречное Джанкойского района в 4,5 км на северо-запад. Расстояние до райцентра — около 24 километров (по шоссе), там же ближайшая железнодорожная станция — Урожайная. Транспортное сообщение осуществляется по региональной автодороге 35Н-243 Победино — Калинино (по украинской классификации — С-0-10632).

## История
Первое документальное упоминание села встречается в Камеральном Описании Крыма… 1784 года, судя по которому, в последний период Крымского ханства Хадыр Гаджи Ойрат входил в Орта Чонгарский кадылык Карасубазарского каймаканства. После присоединения Крыма к России (8) 19 апреля 1783 года, (8) 19 февраля 1784 года, именным указом Екатерины II сенату, на территории бывшего Крымского Ханства была образована Таврическая область и деревня была приписана к Перекопскому уезду. После Павловских реформ, с 1796 по 1802 год, входила в Перекопский уезд Новороссийской губернии. По новому административному делению, после создания 8 (20) октября 1802 года Таврической губернии, Алгазы-Конрат был включён в состав Бозгозской волости Перекопского уезда.
По Ведомости о всех селениях в Перекопском уезде состоящих с показанием в которой волости сколько числом дворов и душ… от 21 октября 1805 года, в деревне Алгазы-Конрат числилось 16 дворов и 93 жителя, исключительно крымских татар. На военно-топографической карте генерал-майора Мухина 1817 года деревня Алгазы-Конрат обозначена как Юзбульду-Конрат с 13 дворами. После реформы волостного деления 1829 года Ильгазы-Конрат, согласно «Ведомости о казённых волостях Таврической губернии 1829 года», отнесли к Эльвигазанской волости. На карте 1836 года в деревне 20 дворов, как и на карте 1842 года
В 1860-х годах, после земской реформы Александра II, деревню включили в состав Бурлак-Таминской волости. В «Списке населённых мест Таврической губернии по сведениям 1864 года», составленном по результатам VIII ревизии 1864 года, Алгазы-Конрат — владельческая русско-татарская деревня с 4 дворами и 14 жителями при колодцах. По обследованиям профессора А. Н. Козловского начала 1860-х годов, вода в колодцах деревни была пресная, а их глубина колебалась от 8 до 10 саженей (16—21 м). Согласно «Памятной книжке Таврической губернии за 1867 год», деревня была покинута жителями в 1860—1864 годах, в результате эмиграции крымских татар, особенно массовой после Крымской войны 1853—1856 годов, в Турцию и остаётся в развалинах. На трехверстовой карте Шуберта 1865 года ещё обозначено селение Алгазы-Конрат, а на карте с корректурой 1876 года на месте деревни обозначен хутор Отеля, с припиской в скобках Алгазы-Конрат, с 3 дворами. В «Памятной книге Таврической губернии 1889 года», по результатам Х ревизии 1887 года, Алгазы-Конрат записан, как деревня Григорьевской волости, с 10 дворами и 75 жителями.
В конце XIX века, после очередного изменения административно-территориального деления, Алгазы-Конрат отнесли к Александровской волости. По «…Памятной книжке Таврической губернии на 1900 год» в Алгазы-Конрате числился 21 житель в 2 дворах. По Статистическому справочнику Таврической губернии. Ч.II-я. Статистический очерк, выпуск пятый Перекопский уезд, 1915 год, в деревне Алгазы-Конрат (на казённом участке) Александровской волости Перекопского уезда числилось 8 дворов (2 двора с землёй, 6 — безземельные) с русским населением в количестве 26 человек приписных жителей и 17 — «посторонних», из которых 26 мужчин и 19 женщин. Жители владели 166 десятинами удобной земли. В хозяйствах имелось 20 лошадей, 8 коров и 15 голов мелкого скота; на одноимённом хуторе — 2 двора с немецким населением, 9 приписных и 28 «посторонних».
После установления в Крыму Советской власти и учреждения 18 октября 1921 года Крымской АССР, в составе Джанкойского уезда был образован Курманский район, в состав которого включили село. В 1922 году уезды получили название округов. 11 октября 1923 года, согласно постановлению ВЦИК, в административное деление Крымской АССР были внесены изменения, в результате которых был ликвидирован Курманский район и село включили в состав Джанкойского. Согласно Списку населённых пунктов Крымской АССР по Всесоюзной переписи 17 декабря 1926 года, на хуторе Алгазы-Конрат, Кадыкойского сельсовета Джанкойского района, числилось 16 дворов, все крестьянские, население составляло 77 человек, из них 21 русский и 54 украинца (2 записаны в графе «прочие»). В 1930 годах в Алгазы-Конрате создан колхоз им. Калинина.
Постановлением Президиума КрымЦИКа «Об образовании новой административной территориальной сети Крымской АССР» от 26 января 1935 года был создан немецкий национальный (лишённый статуса национального постановлением Оргбюро ЦК КПСС от 20 февраля 1939 года) Тельманский район (с 14 декабря 1944 года — Красногвардейский) и село включили в его состав. По данным всесоюзной переписи населения 1939 года в селе проживало 153 человека.
После освобождения Крыма от фашистов, 12 августа 1944 года было принято постановление № ГОКО-6372с «О переселении колхозников в районы Крыма» по которому в район из областей Украины и России переселялись семьи колхозников, а в начале 1950-х годов последовала вторая волна переселенцев из различных областей Украины. С 25 июня 1946 года Алгазы-Конрат в составе Крымской области РСФСР. Указом Президиума Верховного Совета РСФСР от 18 мая 1948 года, Алгазы-Конрат переименовали в Победино. 26 апреля 1954 года Крымская область была передана из состава РСФСР в состав УССР. Время включения в Калининский сельсовет пока не установлено: на 15 июня 1960 года село уже числилось в его составе. По данным переписи 1989 года в селе проживало 214 человек. С 12 февраля 1991 года село в восстановленной Крымской АССР, 26 февраля 1992 года переименованной в Автономную Республику Крым. С 21 марта 2014 года в составе Крыма аннексировано Россией.